# Thorkillus

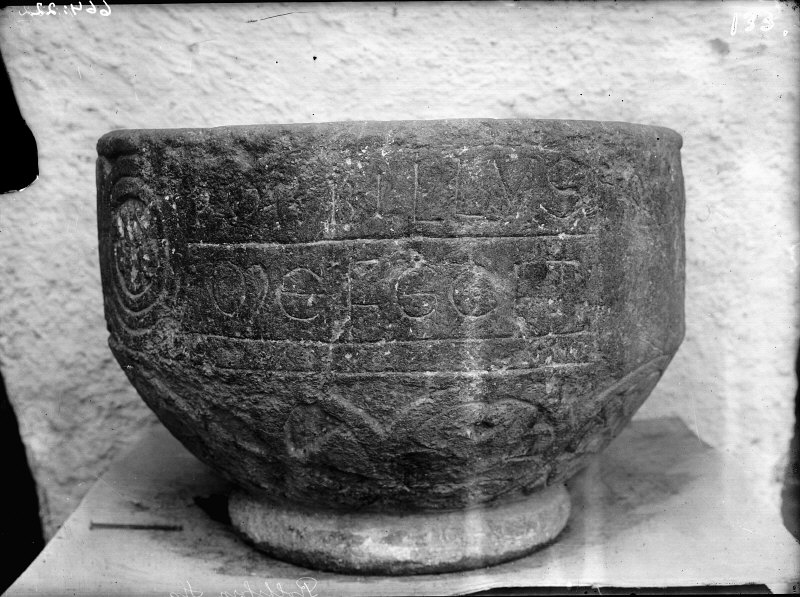
Inskriften på Rolfstorpsfunten

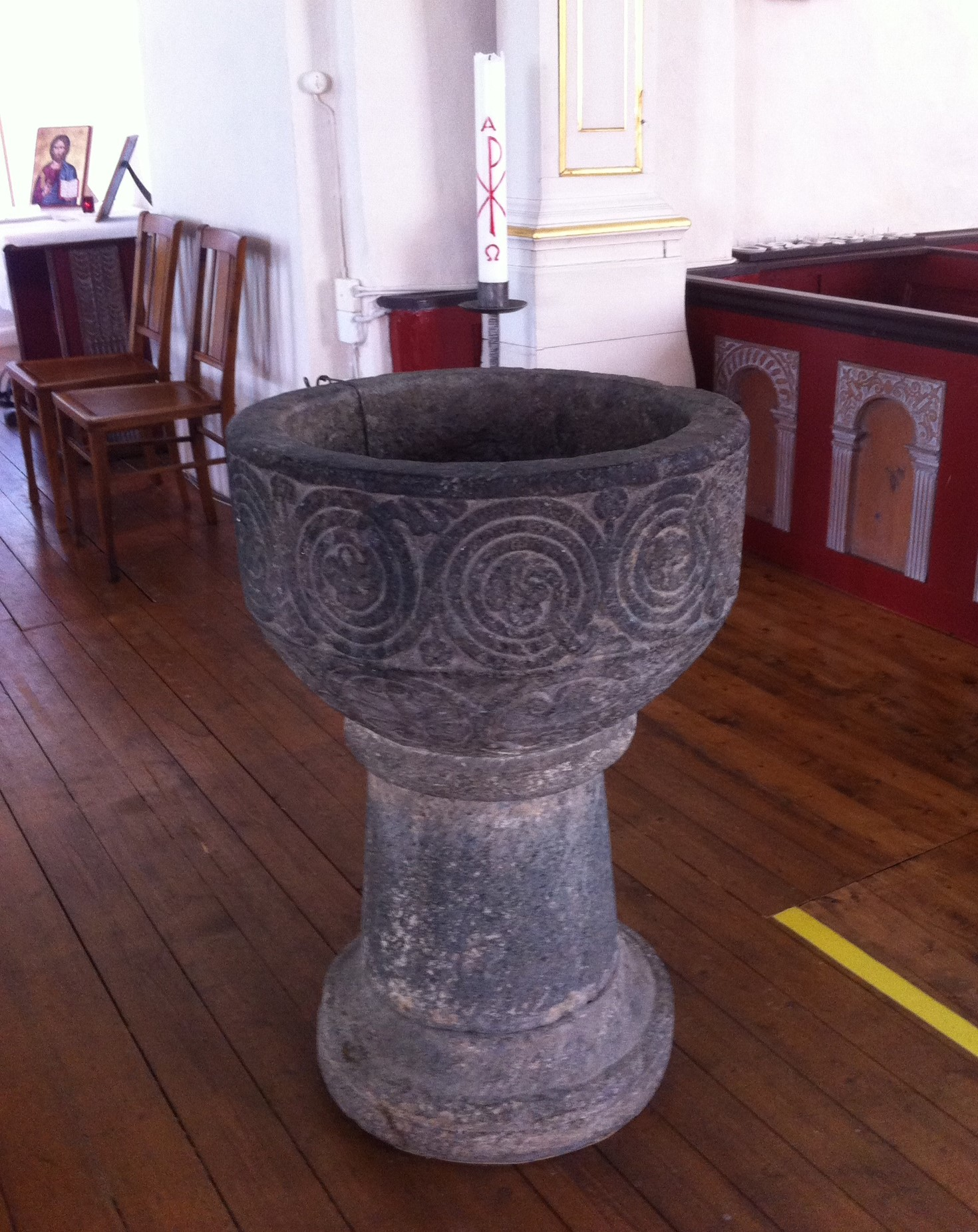
Dopfunten i Rolfstorps kyrka.

Thorkillus, tidigare även tolkat som Thorbillus, var en stenhuggare och stenskulptör, verksam under förra delen och mitten av 1200-talet. 
Mäster Thorkillus har efterlämnat en signerad dopfunt i Rolfstorps kyrka i Halland, vilket är landskapets enda signerade medeltida funt.  Den är utförd i täljsten och består av en bred fot med ett högt cylindriskt skaft samt en cuppa ornerad med breda slingor i vilka ansiktsmasker är insatta. Dopfunten är signerad med inskriften THORKILLVS ME FECIT (Torkel har gjort mig) längs cuppans liv. 
Rolfstorpsfunten har egenartade drag, som gör att man har kunnat ringa in mäster Torkels övriga verk. De återfinns i området norra Halland till södra Bohuslän. Funtarna är tillverkade i två eller tre delar och vanligen cylindriska. De brukar ha spiral- eller palmettornamentik kring cuppans liv. Likartad ornamentik finns på funtar från Gotland, men även från Skåne och Norge, vilket innebär att Torkel bör ha mottagit influenser både från väst och öst.
Utbredningen av Torkels funtar har lett till antagandet att han en tid kan ha varit bosatt i Kungahälla. Där fanns, liksom i Halland, riklig tillgång till täljsten, den råvara som han alltid använde.

## Verk
Man anser att Torkel bör ha utfört följande dopfuntar.

### Bohuslän
- Björlanda kyrka
- Solberga kyrka
- Säve kyrka
- Torslanda kyrka
- Öckerö gamla kyrka

### Västergötland
- Askims kyrka
- Bollebygds kyrka
- Tunge kyrka

### Halland
- Hanhals kyrka
- Rolfstorps kyrka

Till Torkels skola brukar man även föra följande enklare utformade funtar.
- Backa kyrka, Bohuslän
- Lindome kyrka, Halland
- Tölö kyrka, Halland